# 崇实书院
崇实书院（Chongshi College）是西安交通大学的八个本科书院之一，成立于2008年7月。
书院现有材料、人居、人文学院和金禾经济研究中心约1600名本科生。书院位于西安交大兴庆校区西区。

## 文化

### 理念[1]
|  | 公正、人本、求新、民主。 |

书院建立了科学、民主的决策机制，成立了由书院、学院领导和教授代表组成的院务委员会进行书院决策。成立了崇实书院学业导师委员会、基金筹措委员会、学生教育管理委员会、通识教育委员会、学生家长理事会等五个专项委员会，发挥教授教师、管理专家和社会各界人士在书院管理和人才培育过程中的影响。

### 院训
崇实书院的院训是：
|  | 崇德尚实，止于至善。 |

### 书院社团
- 书院学生会
- 书画协会
- 星空女生俱乐部
- 学生share联盟
- 交大魔方协会
- 影视文化与广告艺术协会
- 梅花桩协会
- 崇心书轩

## 现状
崇实书院包括以下专业的本科生：
- 材料科学与技术
- 建筑学
- 建筑环境与设备工程
- 土木工程
- 环境科学与技术
- 中文
- 社会学
- 艺术设计
- 哲学
- 书法
- 数理经济与金融实验班

### 教导人员
崇实书院院长为国际力学界著名华人青年科学家、西安交大副校长卢天健教授。书院实行学业导师制，聘请教授、专家和社会知名人士担任导师。

### 硬件设施
崇实书院位于兴庆校区西区西-16、西-17宿舍楼。书院建有健身房、女子健身室、信息室、谈心室、文化室、学生生活自助室、洗衣房等设施，以方便学生的学习和生活。

## 外部連結
1. 1 2 3  崇实书院 的存檔，存档日期2013-02-22.，西安交通大学|本科书院。
2. 1 2  崇实书院 的存檔，存档日期2011-07-15.，知心网。

- 西安交通大学 （页面存档备份，存于）
- 崇实书院 （页面存档备份，存于）
- 本科书院|崇实书院

34°14′38″N 108°58′53″E / 34.243754°N 108.98152°E